# Яглыдере (река, впадает в Чёрное море)
Яглыдере (тур. Yağlıdere Çayı) — река в Турции, в иле Гиресун. Берёт исток в районе Алуджра у горы Эримез (Erimez Dağı, 2690 м), на склонах хребта Гиресун Восточно-Понтийских гор. Даёт название району Яглыдере, через который протекает. Впадает в залив Зефре-Лиманы (Zefre Limanı, Эсбие) Чёрного море западнее Эспие, к юго-востоку от мыса Чам и мыса Улубурун (Ulu Burnu, Зефре), отождествляемого с мысом Зефирий (Зефирион, др.-греч. Ζεφύριον).

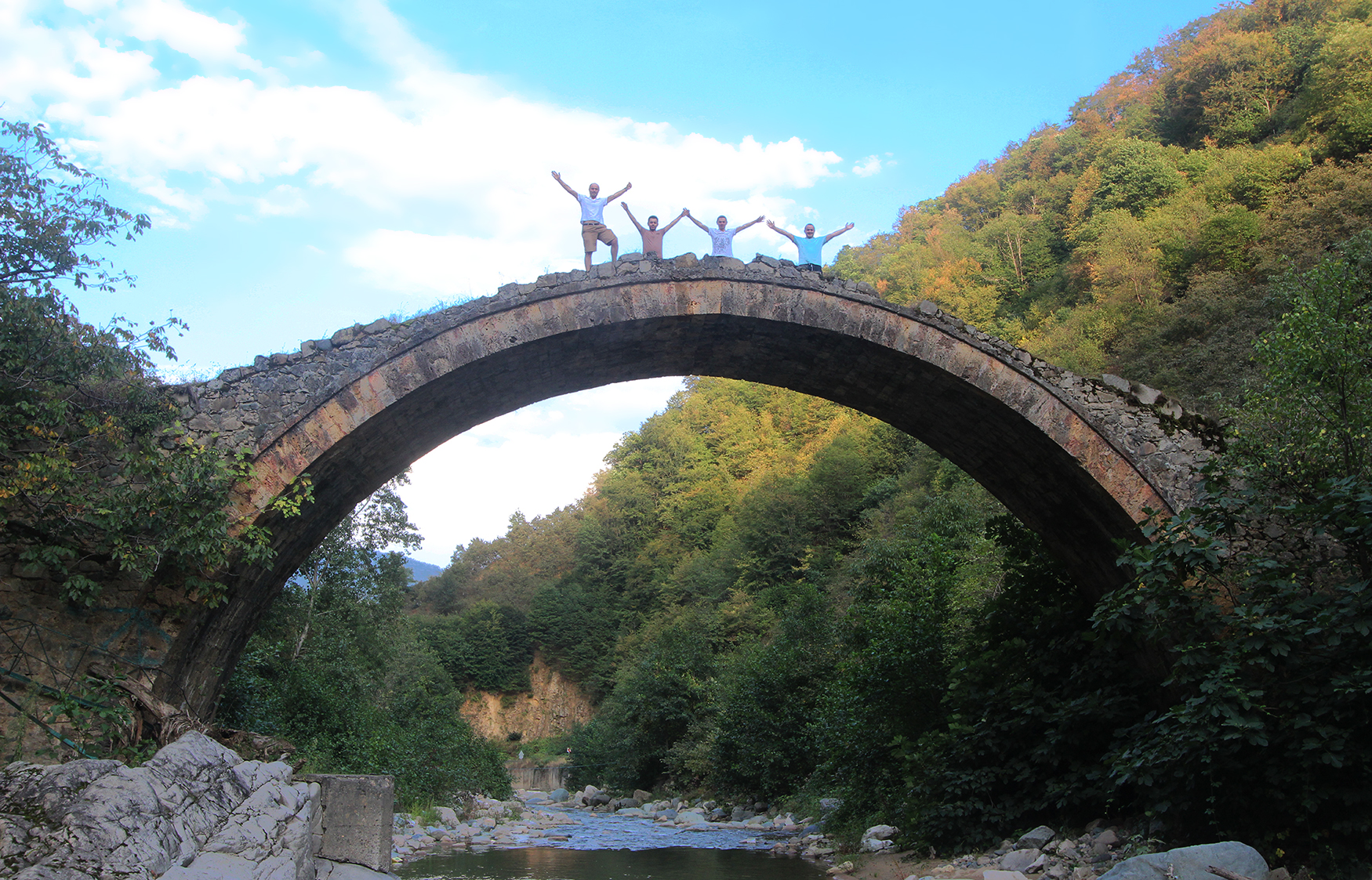
Мост через реку Яглыдере

Яглыдере, Мелет-Ирмак и другие реки западнее реки Харшит имеют более крупные бассейны, до 1000 км², но водность у них меньше, модуль стока не превышает 10–15 л/сек⋅км². Питание снеговое и дождевое. Кроме весеннего половодья наблюдаются частые и мощные паводки в течение всего года, с преобладанием в осенне-зимнее время. В горах русла рек порожисто-водопадное, а близ моря их можно отнести к полугорным. В целом, в Восточно-Понтийских горах чётко проявляется вертикальная зональность природы, это прослеживается как в формировании стока и наносов, так и в процессе образования русел и в транспортирований аллювия.
Тюркское название Яглыдере в Азербайджане означает «жирное, маслянистое (плодородное) ущелье». Происхождение названия связывают с производством молока в области деревни Чакрак в верховьях реки.
В бассейне реки 12 исторических арочных мостов.